# Wikipedia en afrikáans
La Wikipedia en afrikáans es la versión de Wikipedia en ese idioma, dio inicio el 16 de noviembre de 2001 y en la actualidad es la sexagésima novena Wikipedia más grande con 123 382 artículos, siendo la primera lengua colonial de África que supera los 10 000 artículos. La Wikipedia en afrikáans es utilizada y mantenida por usuarios en Sudáfrica, Namibia, los Países Bajos, Bélgica, el Reino Unido y otros países; dichos usuarios suman 186 431, de los cuales 194 son activos.
En el 7 de junio de 2011, se creó el artículo Aymara, este hecho hace que la Wikipedia en afrikáans llegara a los 18 000 artículos.
El 8 de septiembre de 2021 llega a los 100 000 artículos.